# On the Beach (1959)
On the Beach is een Amerikaanse sciencefictionfilm uit 1959 onder regie van Stanley Kramer. Het scenario is gebaseerd op de gelijknamige roman uit 1957 van de Britse auteur Nevil Shute. De film werd destijds in Nederland uitgebracht onder de titel De laatste oever.

## Verhaal
Een kernoorlog heeft alle leven op het noordelijk halfrond weggevaagd. Het zal hooguit vier maanden duren, voordat de radioactieve neerslag het zuidelijk halfrond bereikt. Ook de inwoners van Melbourne in Australië zullen uiteindelijk door die neerslag worden getroffen. Sommige inwoners willen zelfmoordpillen slikken om de pijn van de stralingsziekte voor te zijn. Anderen genieten nog een laatste keer met volle teugen van het leven. In de haven van Melbourne komt op een dag een Amerikaanse kernonderzeeër aan. De bemanning is aan de straling ontsnapt, omdat hun duikboot zich onder water bevond tijdens de kernoorlog. Wetenschappers vermoeden dat de straling door regen of sneeuw uit de dampkring kan worden gewassen. Om meer zekerheid te krijgen wordt de kernonderzeeër op onderzoek uitgestuurd.

## Rolverdeling
| Acteur          | Personage                |
| --------------- | ------------------------ |
| Gregory Peck    | Commandant Dwight Towers |
| Ava Gardner     | Moira Davidson           |
| Fred Astaire    | Julian Osborne           |
| Anthony Perkins | Luitenant Peter Holmes   |
| Donna Anderson  | Mary Holmes              |
| John Tate       | Admiraal Bridie          |
| Harp McGuire    | Luitenant Sunderstrom    |
| Lola Brooks     | Luitenant Hosgood        |
| Ken Wayne       | Luitenant Benson         |
| Guy Doleman     | Luitenant Farrel         |
| Richard Meikle  | Davis                    |
| John Meillon    | Ralph Swain              |
| Joe McCormick   | Ackerman                 |
| Lou Vernon      | Bill Davidson            |
| Kevin Brennan   | Dokter King              |

## Prijzen en nominaties
| Jaar | Prijs         | Categorie               | Genomineerde(n)   | Uitslag     |
| ---- | ------------- | ----------------------- | ----------------- | ----------- |
| 1960 | Oscars        | Beste filmmuziek        | Ernest Gold       | Genomineerd |
| 1960 | Oscars        | Beste montage           | Frederic Knudtson | Genomineerd |
| 1960 | Golden Globes | Beste filmmuziek        | Ernest Gold       | Gewonnen    |
| 1960 | Golden Globes | Beste dramafilm         | Stanley Kramer    | Genomineerd |
| 1960 | Golden Globes | Beste regie             | Stanley Kramer    | Genomineerd |
| 1960 | Golden Globes | Beste mannelijke bijrol | Fred Astaire      | Genomineerd |